# Chalon-sur-Saône
Chalon-sur-Saône település Franciaországban, Saône-et-Loire megyében. Lakosainak száma 44 592 fő (2022. január 1.). Chalon-sur-Saône Champforgeuil, Châtenoy-en-Bresse, Châtenoy-le-Royal, Fragnes-La Loyère, Lux, Saint-Marcel és Saint-Rémy községekkel határos.

## Népesség
A település népességének változása:
| Lakosok száma | 45 166 | 45 390 | 47 085 | 45 096 | 44 810 | 45 056 | 45 094 | 45 031 | 44 592 |
|               | 2013   | 2015   | 2016   | 2017   | 2018   | 2019   | 2020   | 2021   | 2022   |